# زی-پینچ

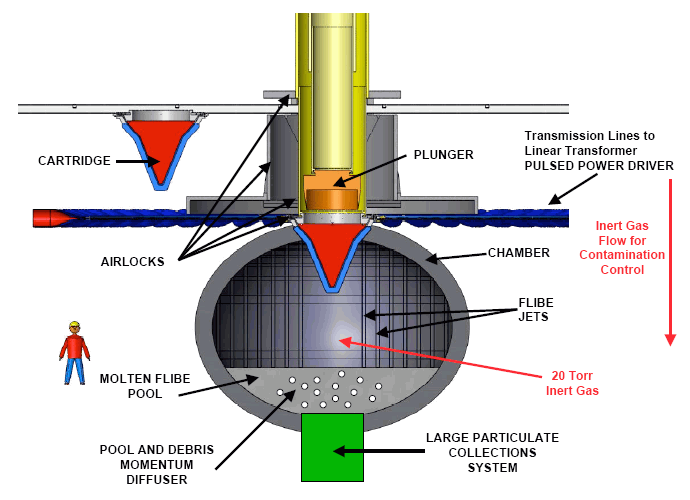
طرح رآکتور ز-پینچ وزارت نیروی آمریکا

زی-پینچ یا تنگش زتا (به انگلیسی: Z-pinch) نوعی روش محصورسازی است که از جریانی قوی و تنگیدگی پلاسما جهت رسیدن به همجوشی هسته ای استفاده می‌شود.
چندین کشور هم‌اکنون مشغول به توسعه فناوری در این نوع همجوشی هستند، و تمام این رآکتورها در مرحله آزمایشی قرار دارند، اما شاید شناخته شده‌ترین نمونه ساخته شده را بتوان در آزمایشگاه ملی سندیا در نیومکزیکو جستجو کرد.